# Indica Watson
Indica Elizabeth Watson (Londra, 20 gennaio 2010) è un'attrice britannica.

## Filmografia parziale

### Cinema
- Radioactive, regia di Marjane Satrapi (2019)
- Il visionario mondo di Louis Wain (The Electrical Life of Louis Wain), regia di Will Sharpe (2021)
- The Laureate, regia di William Nunez (2021)
- Un bambino chiamato Natale (A Boy Called Christmas), regia di Gil Kenan (2021)

### Televisione
- The Missing - serie TV, 4 episodi (2016)
- Sherlock - serie TV, un episodio (2017)
- Waffle the Wonder Dog - serie TV, un episodio (2018)
- True Horror - miniserie TV, un episodio (2018)
- Deep State - serie TV, 8 episodi (2018)
- Grantchester - serie TV, un episodio (2019)
- Gold Digger - miniserie TV, 6 episodi (2019)
- Il villaggio dei dannati (The Midwich Cuckoos) - serie TV, 2 episodi (2022)
- Who Is Erin Carter? - miniserie TV, 6 episodi (2023)